# 아라미드
아라미드(Aramid)는 총알도 뚫지 못하는 강도, 500°C의 불 속에서도 타거나 녹지 않는 내열성 그리고 아무리 힘을 가해도 늘어나지 않는 뛰어난 인장강도를 가진 방향족 폴리아마이드 섬유이다.

## 역사
1970년대 초, 미국의 화학기업 듀폰이 세계 최초로 상용화에 성공하였고 한국은 1980년대 초에 코오롱의 지원 하에 한국과학기술연구원(KIST) 윤한식 박사팀이 듀폰의 아라미드 섬유와 다른 방식으로 아라미드 섬유의 개발에 성공하여 미국을 비롯한 영국, 일본, 독일 등 7개국에서 물질특허를 획득하였다. 2022년 MIT에서 마이클 스트라노 교수팀이 멜라닌을 사용한 2차원 폴라아라미드계 고분자를 만드는데 성공하였다.

## 같이 보기
- 듀퐁 대 코오롱 소송